# 地球が静止する日
『地球が静止する日』（ちきゅうがせいしするひ、原題: The Day the Earth Stood Still）は、2008年のSF映画。1951年公開の『地球の静止する日』のリメイク作品。
1951年版では冷戦や核戦争といった時代的背景が示されていたが、本作では自然との対立という視点も加えられている。

## ストーリー
1928年のカラコルム山脈で、ある登山家が光り輝く不思議な球体と遭遇する。球体に触れた彼は意識を失い、しばらくして目覚めると球体は姿を消しており、球体があった場所の雪にくぼみ、そして彼の手に小さな傷痕だけが残された。
現代のある夜、プリンストン大学で教鞭をとる地球外生物学者ヘレン・ベンソン博士の自宅に、アメリカ政府のエージェントが突然やってきた。強制的にある非常事態への協力を求められたヘレンは、1年前に戦地で他界した夫の連れ子であるジェイコブを隣人に預け、慌ただしく公用車に乗り込む。
すでに政府は、軍を総動員出動させ警戒態勢を敷き、町は異様なまでに静まり返っていた。政府がヘレンのほかに、核物理学・天文学・地質学などの権威を招集したのは、木星の外側で観測された「謎の物体」への対策を講じるためだった。小惑星と思われるその物体は、想定外の進路を信じがたい速度で移動し、地球へと迫っているのだった。
物体が地上に達するはずの瞬間には何も起きず、まばゆい光を放つ巨大な球体が速度を下げ、マンハッタンのセントラルパークへと舞い降りてくる。その一方で、アメリカの軍事衛星が何者かに制御を奪われ、この衛星を経由して国家機密すべてが筒抜けになったことが疑われた。球体を警察と軍隊が包囲し、防護服を着たヘレンらが近づくと、球体の中から一体のヒューマノイド形生命体と、大きなロボット ゴートが姿を現す。動揺した兵士の一人が発砲し、銃弾を受けた生命体はヘレンの目の前で赤い体液を流して昏倒した。その際、生命体を守ろうとしたゴートは周囲の電力を絶ち、人間を昏倒させる音波を放つという恐るべき能力を見せる。
アメリカ政府は生命体を医療施設へ運び、懸命の治療を施した。生命体の体にメスを入れると、保護スーツの機能を果たすと思われる灰色の有機物質の皮が剥がれ落ち、その下から人間男性そっくりの本体が姿を現した。複数種類のDNAを持つその生命体は急速に成長しつつ、傷を回復させる。意識を取り戻し、銃創が癒えてきた生命体はクラトゥと名乗り、人類と接触するために人間の姿を取ったと語る。その容姿はカラコルムの登山家のものだった。
尋問に訪れたアメリカ国防長官に対し、クラトゥは複数の地球外文明を代表して来たと主張し、国際連合本部で各国の指導者たちに会うことを要求するが拒否される。国の対応に納得しないヘレンは、指示された自白薬ではなくただの生理食塩水をクラトゥに投与し、逃げるようひそかに促す。その後、尋問を受けていたクラトゥは超人的な能力を発揮して施設から脱走する。しかし傷はまだ完治しておらずターミナル駅で倒れ、ヘレンに連絡を入れて助けを求める。ジェイコブを連れて駆け付けた彼女から灰色の被覆のサンプルを受け取って塗り付けると、傷口はたちどころに治るのだった。その間、アメリカ軍はゴートに無人機で攻撃を仕掛けるが通用しない。しかしゴートを巨大な箱に閉じ込めることには成功し、研究施設へ運び込む。
クラトゥは彼同様に人間の姿で地球に来た、Mr.ウーを名乗る同胞と会って意見を求める。人類を70年間観察してきて、人間の孫もいるMr.ウーは、人類は破壊的である一方で愛すべき面をも備え、自らはこのまま人間として地球に残ると語る。そのうえで「処置」を発動させる決断を下したクラトゥは、人間たちを助けに来たのではなく、地球を人間たちから助けに来たのだとヘレンに告げる。その頃、宇宙からの球体が地球上のさまざまなところに出現し、世界中を大混乱へ陥れていたが、その目的は人間以外の地球の生物を保全することにあった。
ヘレンがクラトゥを詰問しているところに巡回中の警察官が通りがかり、指名手配犯とされているクラトゥを逮捕しようとする。クラトゥは警察官をいったん殺害するが、その直後に灰色の被覆やパトカーの電力を使って蘇生させる。
衝撃を受けたヘレンはクラトゥを、生物の利他行動を研究してきたバーンハート教授と面会させる。クラトゥはかつて種の生存の危機にさらされた際に、進歩することを余儀なくされたと明かす。教授は、人類は今まさに危機を迎えており、変わることはできるはずと応じる。しかしヘレンと教授による説得の最中、異星人を敵視するジェイコブが通報したことで軍のヘリコプターが飛来してヘレンを連れ戻す。他のヘリコプターはクラトゥを射殺しようとするが返り討ちで墜落する。逃げようとしたジェイコブが川へ転落しかけると、後を追ったクラトゥは彼を助けるのであった。ジェイコブはクラトゥを父の墓に案内して生き返らせるよう懇願するが、それは不可能であり、命は形を変えて続いていくのが節理であると告げられる。
ついにゴートが大量の虫形ナノマシンに姿を変え、地球上のあらゆる人工物そして人間を分解し、取り込んでゆく。人類の命運がもはや風前の灯火となるに至り、国防長官はヘレンにすべてを託す決断を下す。拘禁を解かれたヘレンはクラトゥとジェイコブのもとへ駆け付け、セントラルパークの球体を目指す。地球人の二人もナノマシンに侵食され始めるが、ヘレンは自身を顧みず、ジェイコブを助けるよう懇願する。その姿を見たクラトゥは二人からナノマシンを取り除き、ひとりで球体へ向かう。
そしてナノマシンが活動を停止して、すべての動力が止まって静まり返った地球を離れた球体は、再び宇宙へ去ってゆく。

## 制作
オリジナルで背景セットやミニチュアによるアナログ特撮だった同等のシーンには、CGが利用されている。なお、後に開発チームがアカデミー科学技術賞を受賞するTheFoundry社の3DCG用の着色ソフト『MARI』が使用された最初の映画でもある。

## キャスト
※括弧内は日本語吹替
- クラトゥ（英語版） - キアヌ・リーブス（森川智之）
- ヘレン・ベンソン - ジェニファー・コネリー（八十川真由野）
- ジェイコブ・ベンソン - ジェイデン・スミス（小林翼）
- レジーナ・ジャクソン国防長官 - キャシー・ベイツ（磯辺万沙子）
- マイケル・グレイニア博士 - ジョン・ハム（井上倫宏）
- カール・バーンハート教授 - ジョン・クリーズ（大木民夫）
- ジョン・ドリスコル - カイル・チャンドラー（内田直哉）
- 米軍大佐 - ロバート・ネッパー（水内清光）
- Mr.ウー - ジェームズ・ホン（伊藤和晃）
- マイロン博士 - ジョン・ロスマン
- クイン大将 - ロジャー・クロス（乃村健次）
- イケガワ博士 - ヒロ・カナガワ